# Seconda lettera di Giovanni
La Seconda Lettera di Giovanni conosciuta anche come Prima Lettera del Presbitero è una lettera tradizionalmente attribuita a Giovanni apostolo ed evangelista o a Giovanni il Presbitero, è inclusa tra i libri del Nuovo Testamento; è considerata la quinta delle cosiddette «lettere cattoliche». È stata scritta attorno al 100.

## Composizione
La Seconda e la Terza lettera di Giovanni sono, tra le lettere del Nuovo Testamento, quelle più simili alle lettere private ellenistiche. Inoltre, «usano lo stesso linguaggio, concordano in lunghezza e nella forma epistolare (indirizzo, introduzione, conclusione)» e anche per questo motivo si ritiene che furono scritte dallo stesso autore. La lingua è quella popolare della Koinè, come avviene per il quarto vangelo.
All'inizio della lettera (1) l'autore si identifica semplicemente come "ο πρεσβυτερος", «il presbitero». Secondo gli studiosi, o questo è un titolo generico, che indica l'appartenenza al presbiterio, oppure è un riferimento ai "presbiteri" che, secondo Ireneo di Lione, Papia di Ierapoli e Clemente di Roma, erano guardiani della tradizione apostolica. La lettera è datata attorno al 100, come risulta anche dai temi dagli insegnamenti in essa contenuti.
Nel V secolo nacque la tradizione che l'autore della Seconda lettera di Giovanni fosse Giovanni apostolo ed evangelista. Gli studiosi moderni ritengono tuttavia che l'autore non sia lui; infatti, nell'attuale mondo accademico - in merito alla relazione tra le tre lettere e il Vangelo attribuiti all'apostolo Giovanni, figlio di Zebedeo - "la maggioranza ritiene che non si tratti della stessa persona, ma di qualcuno che conosceva molto bene gli insegnamenti contenuti in quel Vangelo e che intendeva affrontare alcuni problemi sorti nella comunità in cui si leggeva quel Vangelo" e, concordemente, gli esegeti del cattolico "Nuovo Grande Commentario Biblico" ritengono che in tali lettere "espressioni parallele in apertura delle lettere («che io amo nella verità», 2Gv1; 3Gv1; «Mi sono rallegrato molto di aver trovato... camminando nella verità», 2Gv4; 3Gv3), e in chiusura (2Gv12; 3Gv13) mostrano che le lettere sono della medesima persona"  ma "un confronto tra 1Gv e il quarto vangelo indica che 1Gv (e di conseguenza 2 e 3Gv) non è opera dell'autore del vangelo".
I destinatari della lettera sono cristiani provenienti dal paganesimo, membri di una comunità, definita "signora eletta". Come per le altre lettere giovannee, anche questa si prefigge il fine di sostenere la purezza della fede, di invitare alla pratica dell'amore e della carità fraterna, e di mettere in guardia verso i falsi maestri gnostici ed eretici, che insidiano la fede dei cristiani.

## Struttura e contenuto
La lettera è formata da un unico capitolo, per un totale di 245 termini, suddivisi in 13 versetti.  Il testo può essere suddiviso in quattro parti.

### Saluto iniziale
L'indirizzo iniziale presenta l'autore (il "Presbitero") e la comunità cui lo scritto è destinato,  che viene indicata con il termine di "Signora eletta"(1), di cui non è oggi possibile una sicura identificazione.

### Esortazione alla carità
L'autore si rallegra quindi per i progressi della comunità e la invita a continuare nell'obbedienza ai comandamenti e nella pratica dell'amore: "E in questo sta l'amore: nel camminare secondo i suoi comandamenti. Questo è il comandamento che avete appreso fin dal principio; camminate in esso." (6).

### Falsi dottori
La lettera prosegue quindi con un invito a guardarsi dai falsi dottori. Ritorna anche il termine di Anticristo, riferito a quello che per Giovanni era un falso insegnamento sulla vera natura di Gesù.

### Saluti
Lo scritto si conclude quindi con una formula di congedo e con l'auspicio di potersi vedere di persona.